# Anthoceros
Anthoceros là một chi rêu trong họ Anthocerotaceae. Các loài trong chi này phân bố trên toàn cầu.

## Loài
Các loài trong chi Anthoceros gồm:
- Anthoceros agrestis
- Anthoceros neesii
- Anthoceros himalayensis